# Peter-Jörg Splettstößer
Peter-Jörg Splettstößer (* 17. Juli 1938 in Bad Polzin, Pommern; † 1. Oktober 2024) war ein deutscher Konzeptkünstler und Maler.

## Leben und Wirken
Peter-Jörg Splettstößer studierte von 1958 bis 1961 an der Pädagogischen Hochschule Bremen und von 1964 bis 1969 an der Hochschule für Künste Bremen bei Winfred Gaul und Karl Heinrich Greune. 1971 war er Gründungsmitglied der Bremer Galerie Gruppe Grün. 
1979/1980 arbeitete er während eines Arbeitsaufenthaltes im Atelier des Stedelijk Museums in Amsterdam. 1981/1982 und 1987 bis 1989 hatte er Lehraufträge an der Hochschule für Künste Bremen und ab 1999 war er Dozent an der Koordinierungsstelle für Weiterbildung der Hochschule für Künste mit dem Schwerpunkt Malerei und Zeichnen. 2004 bis 2006 hatte er eine Gastprofessur an der Internationalen Sommerakademie für Kunst und Gestaltung „Pentiment“ der Hochschule für Angewandte Wissenschaften Hamburg.
Peter-Jörg Splettstößer lebte und arbeitete in Worpswede, Amsterdam und Paris.
Die Werke von Splettstößer wurden in die Künstlerdatenbank und Nachlassarchiv Niedersachsen aufgenommen.

## Stipendien
- 1976/1977: Stipendium Cité Internationale des Arts Paris
- 1982: Reisestipendium des Landes Niedersachsen im Atelier des Stedelijk Museums, Amsterdam
- 1991, 1994 und 2000: Atelier in der Cité Internationale des Arts Paris, gefördert mit einem Arbeitsstipendien des Landes Niedersachsen
- 1997: Arbeitsstipendium des Landes Niedersachsen für Amsterdam
- 1998: Ehrengast der Deutschen Akademie Rom Villa Massimo
- 1999, 2001: Atelier in der Cité Internationale des Arts Paris

## Auszeichnungen
- 1970: Förderpreis der Freien Hansestadt Bremen
- 1974: 1. Preisträger Ideenwettbewerb Bremen-Huchting
- 1988: Gewinn des Wettbewerbs für Kunst im öffentlichen Raum, Bremen Osterholz-Tenever
- 1996, 1999: Kunst- und Kulturpreis des Landkreises Osterholz
- 1998: Gewinn des Wettbewerbs für die künstlerische Gestaltung des Neubaus des Fraunhofer-Instituts für Fertigungstechnik und Angewandte Materialforschung, Bremen
- 2000: Gewinn des Wettbewerbs „Stützenkleider“ des Kreishauses Osterholz

## Ausstellungen
Die Arbeiten von Peter-Jörg Splettstößer wurden in über 25 Einzelausstellungen und über 50 Gruppenausstellungen gezeigt.
Einzelausstellungen
- 1972: „Scharnier-Raum-Formulierung“, Galerie Gruppe Grün, Bremen
- 1977: „Pariser Skizzen“, Galerie Laves, Worpswede
- 1978: „Objekte“, Galerie Gruppe Grün, Bremen
- 1979: „Wandobjekte“, Galerie vor Ort, Hamburg
- 1980: „Iris ich bin in Paris“, Galerie Stempelplaats, Amsterdam
- 1981: „Raumformulierungen“ (mit Karl Heinrich Greune), Städtische Kunstsammlung Gelsenkirchen-Buer
- 1983: „Manifestes Bunt“ (mit Volker Hildebrandt), Galerie Pragxis C. Schüppenhauer und Architekturgalerie Werner Ruhnau, Essen-Kettwig
- 1984: „Objekte Zeichnungen Stempel“, Kunsthalle, Kunstverein Bremerhaven
- 1985: „Objekte Zeichnungen“, Galerie Rolf Ohse, Bremen
- 1986: „Quartär“, Galerie Gruppe Grün, Bremen und Galerie Akumulatory 2, Poznań
- 1988: „One step – another stamp“ Kommunale Galerie Bremen
- 1989: „dedicated“, Galerie Gruppe Grün, Bremen
- 1990: „Manifestes Bunt“, „Objekte Malerei“, Biuro Wystaw Artystycznych (BWA), Sopot
- 1990: „Stationen“, Oldenburger Kunstverein, Oldenburg
- 1991: „Objekte“, Galerie Opatov, Prag, Tschechien
- 1992: „KX“, Kampnagel, Hamburg (mit Horst Müller)
- 1992: „Objekte und Malerei“, Galerie K, Cuxhaven
- 1994: „Mitternacht“, Galerie Gruppe Grün, Bremen
- 1996: „il s’agit de“, Cité Internationale des Arts Paris und Städtische Galerie im Buntentor, Bremen
- 1997: „il s’agit de“, Forum für zeitgenössische Kunst, Worpswede
- 1997: „Malerei“, Galerie Maria Chailloux, Amsterdam
- 1998: „Nuova Luce“, Deutsche Akademie Rom Villa Massimo
- 1999: „Exemplarische Fragmente“ (mit Friedhelm Falke), Galerie Altes Rathaus, Worpswede
- 2000: „so oder so oder anders“, Galerie Gruppe Grün, Bremen
- 2001: „7 Lichtformulierungen“, Neues Museum Weserburg, Bremen in Zusammenhang mit dem Projekt „Licht-Geheimnisse“ der Universität Bremen
- 2003: „Peter-Jörg Splettstößer – Malerei“, Allgemeiner Konsumverein, Braunschweig
- 2010: „Peter-Jörg Splettstößer – unterwegs 1998–2010“, Städtische Galerie Bremen im Buntentor, Bremen

Gruppenausstellungen (außerhalb Deutschlands)
- 1967: „5. Biennale de Paris“, Musée d’art moderne de la Ville de Paris
- 1980: „Bremen – Gdansk“, Galerie Sztuki, Sopot
- 1981: „17 Bremer Künstler“, Stedelijk Museum, Rotterdam Schiedam
- 1988: „tre pittori di Brema“, Galerie Peccolo, Livorno

## Veröffentlichungen
- Peter Jörg Splettstößer. Stationen. Text: Jürgen Weichardt. Oldenburger Kunstverein, Kleines Augusteum 5. Oktober – 11. November 1990. Oldenburger Kunstverein, Oldenburg 1990.
- Siegfried Salzmann, Ulrike Lehmann (Hrsg.): Peter-Jörg Splettstößer. Interferenzen. Kunsthalle Bremen, 27. Januar – 10. März 1991. Kunsthalle, Bremen 1991.
- Internationaler Stempelworkshop, International Rubberstamp Workshop 1981. Neues Museum Weserburg Bremen, 15. September – 17. November 2002. Neues Museum Weserburg, Bremen 2002, ISBN 3-928761-59-5.
- Treffpunkt Worpswede. Loes van den Putte, Margund Smolka, Peter-Jörg Splettstößer. Artothek der Großen Kunstschau Worpswede, 9. Oktober 2003 – 25. Januar 2004. Kulturstiftung Landkreis Osterholz, Osterholz-Scharmbeck 2003, ISBN 3-922642-48-9.
- Peter-Jörg Splettstößer. So oder so oder anders. Galerie Gruppe Grün, Bremen, 10. November – 15. Dezember 2000. Galerie Gruppe Grün, Bremen 2004, ISBN 3-934836-92-5.
- Peter-Jörg Splettstößer. Unterwegs 1998–2010. Städtische Galerie Bremen, 4. September – 3. Oktober 2010. Hachmannedition, Bremen 2010, ISBN 978-3-939429-83-8.
- (Hrsg.): Treffpunkt Worpswede. Galerie Altes Rathaus Worpswede. Zur Ausstellung Treffpunkt Worpswede 2012, 12. August – 9. September 2012. Rasch, Bramsche 2012, ISBN 978-3-89946-215-9.